# Просторни план општине
Просторни план општине је документ просторног планирања на нивоу општине. За градске општине се не раде посебни просторни планови, него се ради просторни план за читаво административно подручје града (осим за београдске општине ван територије обухваћене Генералним урбанистичким планом). 
Просторним планом општине или града се одређују: намена површина, правила за развој и уређење мрежа насеља, просторни развој и размештај јавних служби, размештај и коришћење инфраструктурних система, правила коришћења и заштите природне и културне баштине, коришћење и уређење простора од интереса за одбрану земље и заштита од елемнтарних непогода и усмерава се развој и размештај привредних делатности.
Просторни план општине или града треба да буде усклађен са просторним плановима вишег реда (просторни план републике, регионални просторни план, просторни план подручја посебне намене). Он садржи стратешке приоритете развоја за подручје целе општине, а за делове општине за које није предвиђена израда планова нижег реда (урбанистичких планова) садржи и правила уређења и грађења.
Тематске и рефералне карте као графички прилози у просторном плану општине или града раде се у размери 1 : 25 000 или 1 : 50.000. Поред карата, у просторном плану општине се цртају и шематски прикази уређења за значајнија насеља на подручју општине.

## Везе
- просторни планови општина у Србији
- просторни планови општина у Војводини Архивирано на веб-сајту  (3. јул 2011)
- просторни планови општина у Хрватској Архивирано на веб-сајту  (13. мај 2012)